# Mesih
Mesih è un film del 2007, diretto da Nader Talebzadeh.
Considerata una delle più grandi produzioni cinematografiche dell'Iran, l'opera descrive la vita e il personaggio del profeta Gesù Cristo dalla prospettiva islamica, basandosi non solo sui vangeli canonici ma anche sul vangelo di Barnaba e sul Corano, al fine di dare un'interpretazione dell'Islam delle origini del Cristianesimo. Diverse organizzazioni islamiche hanno appoggiato l'opera e la visione data da essa della concezione islamica di Gesù.
Il regista ha anche dichiarato d'essersi recato a Malibù (California) nella residenza di Mel Gibson per consegnargli il film, visti i parallelismi fatti tra l'opera del regista statunitense del 2004 e il film iraniano da diversi critici del cinema.

## Trama
"I vangeli vedono attraverso lenti molto diverse" è il breve sommario con cui si aprono le scene.
Diviso in 20 episodi, la trama segue la vita di Gesù rappresentato come una profeta di Dio intrappolato da cospirazioni che tentano di sradicare il messaggio che cerca di portare alla comunità. Il pronunciamento della venuta finale del profeta a Dio è il collegamento mancante tra la visione cristiana e quella islamica.
Nell'episodio finale, l'ascesa di Gesù al Paradiso è l'evento unificante tra i cristiani e i musulmani. Esistono finali alternativi, uno secondo la via della Bibbia e l'altro secondo il Corano.

## Rappresentazione di Gesù, il Cristianesimo e l'Ebraismo
Descritto come una "rappresentazione teologicamente sofisticata della visione musulmana di Gesù", lo stesso regista considera il film come "la risposta islamica a produzioni occidentali come il blockbuster La passione di Cristo di Mel Gibson", che ha elogiato ed ammirato ma che - secondo la sua visione, è semplicemente "sbagliato".
Gesù è visto come uno dei più importanti tra i cinque profeti di Dio (Abramo, Maometto, Mosè, Noè) ed è venerato da una larga parte della comunità islamica. Ma contrariamente alla visione cristiana che lo considera figlio di Dio (Dio fatto uomo), per l'Islam era una persona mortale. Per tracciare i passi della sua vita, ci si è affidati essenzialmente sul racconto tradizionale narrato dai vangeli del Nuovo Testamento e accettato dal Corano e dai musulmani. Nel film, quindi, Gesù non viene crocifisso ma salvato da Dio che lo porta in Paradiso la notte dell'ultima cena.
(Dall'intervista a Nader Talebzadeh della ABC News)
Il regista ha spiegato che era nelle sue intenzioni creare un film del genere che potesse contribuire a rafforzare il dialogo interreligioso tra Islam e Cristianesimo, e rendere meno tesi i rapporti tra l'Iran e gli Stati Uniti, soprattutto in relazione al fatto che nel mondo occidentale a causa di alcuni eventi (terrorismo islamista, persecuzioni dei cristiani) l'Islam e i suoi seguaci sarebbero viste come persone malevoli, quando in realtà - sottolinea Talebzadeh, quella minoranza che si fa sentire attraverso questi atti d'odio "non è musulmana, si veste solo da musulmana".
Anche altri hanno visto a Mesih, come un film dal buon potenziale, ma il cui obiettivo di rendersi parte di una nuova stagione di dialogo sarebbe sfumato a causa dell'appoggio del regista al regime ultraconservatore di Mahmud Ahmadinejad vistosi all'interno dell'opera attraverso un presente e ben marcato sentimento contro gli ebrei. Il film è stato infatti accusato di avere forti caratteri antisemiti, montando un "intenso e costante attacco ideologico", in particolare dove si afferma che gli alti membri del Tempio di Gerusalemme avrebbero pagato con un ingente somma di denaro Ponzio Pilato per convincerlo a mandare a morte Gesù e che gli ebrei sono destinati ad essere maledetti in quanto assassini del Cristo.
La speranza di Talebzadeh è che il film raggiungesse una buona parte delle comunità cristiane mondiali, e che fosse visto dai musulmani che non conoscevano la vera storia di Gesù e soprattutto dagli estremisti che in nome dell'Islam uccidevano persone di altre fedi, rendendo ciò blasfemo e senza senso. In particolare, il regista si è detto speranzoso di un dialogo con i cristiani evangelici, ai quali il film dovrebbe trasmettere un "messaggio serio".

## Produzione
Due anni prima che Mel Gibson girasse La passione di Cristo, il regista iraniano Nader Talebzadeh stava concettualizzando un progetto cinematografico sulla vita di Gesù secondo la visione coranica. Dopo l'uscita del film in tutto il mondo, Talebzadeh partecipò a varie discussioni con critici e studiosi per parlare dell'opera di Gibson e del suo intriso antisemitismo. Ciò che ne scaturì fu la nascita di Mesih, un film per il grande schermo e serie televisiva.
Mostrato al Fajr Film Festival come "lavoro in corso" quando ancora era in fase di lavorazione, si tratta di una "delle più grandi produzioni cinematografiche mai tentate in Iran", con oltre mille persone coinvolte tra attori e comparse, finanziato dalla televisione di stato. L'attore iraniano Ahmad Soleimani Nia interpreta Gesù.

## Distribuzione
Nel 2005, quando il film era ancora in fase di lavorazione, il distributore sudafricano Habib Mackie della Tinsel Curtain Motion Pictures spiegò d'essere eccitato dal film, dicendosi speranzoso di una vasta uscita sulla scala di La passione di Cristo.
Il 18 ottobre 2007 è stato mostrato al Religion Today Film Festival di Roma, dove è stato premiato per il suo impegno nella promozione del dialogo interreligioso. Ha anche partecipato al Philadelphia Film Festival.
La sera del 4 aprile 2008 si è tenuta la prima nordamericana sotto il titolo Jesus, the Spirit of God.
Il film in Iran è stato proiettato in cinque sale cinematografiche della capitale, Teheran, dove ha ricevuto un tiepido accoglimento e un pubblico moderato anche a causa della coincidenza del Ramadan col periodo di distribuzione.

### Titolo
Il film è noto a livello internazionale sotto vari titoli, tra i quali: The Messiah, utilizzato per l'edizione anglosassone, Jesus, Good Tidings of the Savior, in lingua persiana, Jesus, the Spirit of God e Messia.

## Prodotti derivati
Nonostante la bassa accoglienza riservata al film dal pubblico iraniano, poco dopo l'uscita nei cinema del Paese è stato annunciato che una serie televisiva sarebbe stata realizzata entro la fine del 2008 per una durata di oltre 2 ore, composta da 45 episodi. La versione televisiva esplora tra l'altro i legami tra Gesù e l'imam Mahdi, venerato dalla corrente sciita in Iran e il cui ritorno è atteso insieme alla venuta del Messia.